# Tōi Umi kara Kita Coo
Tōi Umi Kara Kita Coo (遠い海から来たＣＯＯ, Tōi Umi kara Kita Kū, littéralement « D'un lointain océan est venu Coo ») est un roman japonais de Tamio Kageyama, lauréat du prix Naoki en 1988. Il a été adapté en anime intitulé Coo : Tōi Umi Kara Kita Coo (COO: 遠い海から来たＣＯＯ, Kū: Tōi Umi kara Kita Kū, littéralement « Coo : D'un lointain océan est venu Coo »), réalisé en 1993 par Toei Animation. L'histoire tourne autour d'un garçon qui trouve un bébé dinosaure.

## Personnages
- Yusuke
- Coo